# Cloé Lacasse
Cloé Zoé Eyja Lacasse (* 7. Juli 1993 in Sudbury, Ontario) ist eine kanadisch-isländische Fußballspielerin. Seit 2024 spielt sie für Utah Royals FC in der US-amerikanischen National Women’s Soccer League.

## Karriere

### Vereine
Nachdem sie bereits im Alter von fünf Jahren bei den Sudbury Canadians gespielt hatte, war sie im Jahr 2010 bei den Brampton Brams United aktiv und gewann mit ihrer High-School-Mannschaft zwei Mal die OFSAA-Meisterschaft. In ihrer Zeit am College in den USA spielte sie von 2011 bis 2014 für die Iowa Hawkeyes. Im Jahr 2012 war sie nebenbei noch für die Toronto Lady Lynx in der W-League aktiv.
Ihre erste Station nach ihrer College-Laufbahn folgte anschließend auf Island bei ÍBV. Dort wurde sie von einem Scout aus Portugal entdeckt. Dies brachte sie dann auch dazu, einen Vertrag bei Benfica Lissabon zu unterschreiben. Hier gelang ihr dann am 17. November 2021 als erster Spielerin eines portugiesischen Klubs ein Tor in der UEFA Women’s Champions League. Im selben Jahr verlängerte sie ihren Vertrag bis 2024. Nach der vierjährigen Vereinszugehörigkeit wurde sie im Juni 2023 vom Verein verabschiedet.
Zur Saison 2023/24 wurde sie vom englischen Erstligisten Arsenal Women FC verpflichtet. Im August 2024 wechselte sie in die US-amerikanische Liga zu Utah Royals FC.

### Nationalmannschaft
Im August 2012 war sie erstmals in einem Trainingslager der U20-Nationalmannschaft dabei, kam jedoch nicht zu einer Nominierung für die danach folgenden Spiele.
Nachdem sie im Juni 2019 dann auch noch die isländische Staatsbürgerschaft erhalten hatte, wurde ihr vom damaligen Nationaltrainer Jón Þór Hauksson versprochen, sie für eines der nächsten Spiele zu nominieren. Sie wandte sich dabei an die FIFA als auch die UEFA um eine Freigabe zu bekommen für die Nationalmannschaft Island spielen zu können. Aufgrund ihres Wohnsitzes wurde ihr von der FIFA diese Zulassung jedoch verwehrt.
Im April 2021 wurde sie dann wiederum für die A-Nationalmannschaft für den Kader bei Freundschaftsspielen gegen England und Wales nominiert, kam dort jedoch nicht zum Einsatz. Ihr Debüt gab sie schließlich am 27. November 2021 in einem Freundschaftsspiel gegen Mexiko.
Am 9. Juli 2023 wurde sie für die WM 2023 nominiert, wurde in jedem der drei Spiele ihres Teams eingewechselt und schied mit ihrer Mannschaft nach der Vorrunde aus.

## Sonstiges
Nebst dem Fußball war sie auch in ihrer Jugend ein Teil der Nationalmannschaft im Taekwondo, wo sie auch den schwarzen Gürtel erlangte. Im Alter von zwölf Jahren fokussierte sie sich jedoch vollständig auf den Fußball.